# Valencia Club de Fútbol Mestalla
O Valencia Club de Fútbol Mestalla (conhecido também como Valencia B) é o primeiro time filial do clube de futebol espanhol Valencia Club de Fútbol. Foi fundado em 1944, como Club Deportivo Mestalla, nome usado ate 1991. Atualmente compete na Terceira Divisão RFEF (Grupo 3).
Seus jogos como mandante ocorrem no estádio Ciudad Deportiva de Paterna, com capacidade de quatro mil lugares.

## Elenco atual
- Atualizado em 21 de janeiro de 2021

Legenda
- : Capitão
- : Jogador suspenso
- : Jogador lesionado
- : Jogador emprestado